# Jean-Joseph Marchal
 (janvier 2023).
Pour les articles homonymes, voir Marchal.
Jean-Joseph Marchal, né le 22 avril 1822 à Raon-l'Étape (Vosges), mort à Bourges le 26 mai 1892, est un évêque catholique français, évêque de Belley en 1875 puis archevêque de Bourges en 1880.

## Biographie
Il existait de nombreuses familles Marchal, de généalogie différente du fait de la fixation tardive au XVIIe siècle du prénom Marchal en nom de famille, dans les anciens bans d'Allarmont et de Celles. Le 30 septembre 1816, le curé d'Allarmont Dom Rémy Marchal unit en mariage Marie-Madeleine Marchal et Rémy Marchal qui n'est autre que son jeune neveu, menuisier de profession. Le consentement du couple est par ailleurs reçu par un autre curé Marchal, le frère du marié. Ce dernier, né à Celles en 1790, vient d'être ordonné prêtre en 1816. Il a reçu la cure provisoire de Niting, avant celle définitive de Tendon.
Deux enfants, Joseph en 1822 et Auguste en 1824, naissent au foyer du menuisier Marchal, le couple ayant quitté sa vallée pour exercer son métier de service au chef-lieu de canton, Raon-L'Etape. Orphelins de père très jeunes, l'oncle curé les accueille à Tendon. Joseph y fait sa première communion en 1833, Auguste quelques années plus tard. Puis les deux frères partent étudier au séminaire de Saint-Dié.
Ordonné prêtre le 17 mai 1845, Joseph est d'abord professeur de philosophie, puis de théologie au grand séminaire de Saint-Dié jusqu'en 1850. Il occupe ensuite la cure de Damas-devant-Dompaire en 1851 avant d'accéder en avril 1855 à 33 ans à la cure prestigieuse de la paroisse d'Épinal, installée à la basilique Saint-Maurice d'Épinal où il fait exécuter des transformations : création de sacristies au chevet, percement du portail roman sous la tour. Il est nommé archidiacre d'Épinal puis chanoine honoraire en 1864.
Il est rappelé comme vicaire général du diocèse par Louis-Marie Caverot en 1864. Le souverain pontife décide de lui confier l'administration du diocèse du Belley dans l'Ain en 1875. En tant qu'évêque de Belley, il reçoit la consécration épiscopale le 8 septembre 1875 des mains de son ancien patron Caverot dans la cathédrale de Saint-Dié. Une délégation familiale d'Allarmont est présente, emmenée par l'abbé Blaise et sa mère Marie-Madeleine, et de retour à Allarmont, elle est accueillie par un discours solennel du maire Hamelin dans le village endimanché et en festivité.
En 1880, il monte sur le siège archiépiscopal de Bourges, qu’il occupe, malgré quatre dernières années de fatigue et d'épuisement, jusqu’à son décès en 1892. Son tombeau a été placé dans la cathédrale de Bourges.
Son frère, Auguste Marchal (Raon-l'Étape, 1824 – Paris, 1900), également prêtre au diocèse de Saint-Dié, est d'abord nommé professeur au petit séminaire de Châtel. En 1855, il revient seconder son vieil oncle curé de Tendon en tant que vicaire. Il lui succède à la cure de 1861 à 1865, année où son frère vicaire du diocèse l'appelle pour le seconder dans sa tâche. Sa carrière suit ensuite le parcours de son frère évêque, d'abord à Belley puis à Bourges. En 1888, son frère Joseph épuisé à 66 ans demande au Saint-Siège un coadjuteur. Le pape lui accorde son frère Auguste comme simple auxiliaire. Ainsi Auguste reçoit la consécration épiscopale des mains de son frère Joseph. Il est sacré évêque de Sinople en tant qu'auxiliaire de son frère à Bourges. Au décès de Joseph, Auguste part à Paris pour prendre la direction, nommée présidence générale, de l’œuvre de saint François de Sales. Il meurt à Paris douze ans plus tard en 1900 et son corps est inhumé dans la tombe commune à son oncle protecteur, à Tendon.
Il était possible de voir dans l'église de Tendon les armes des deux frères Marchal évêques, leurs noms figurent même parmi la liste restrictive des prêtres originaires de la paroisse, tant le lieu d'origine de leur vocation, selon les fidèles croyants du lieu, a éclipsé leur première pérégrination enfantine, soumise aux aléas de la vie.

## Armes
D'azur à la croix tréflée d'or, au chef cousu de gueules chargé de 3 roses d'argent.